# Floricomus rostratus
Floricomus rostratus là một loài nhện trong họ Linyphiidae.
Loài này thuộc chi Floricomus. Floricomus rostratus được James Henry Emerton miêu tả năm 1882.